# Deutscher Krebskongress
Der Deutsche Krebskongress (DKK) ist der größte und älteste Fachkongress zur Krebsdiagnostik und Krebstherapie im deutschsprachigen Raum.

## Neuer Teilnehmer-Rekord
Der letzte Fachkongress 2024 mit internationaler Beteiligung erzielte nach Angaben der Veranstalter einen Teilnehmer-Rekord: 12.500 Experten tauschten sich im Laufe der vier Kongresstage über die Fortschritte in der Onkologie aus und diskutierten die neuesten Ergebnisse in der Krebsmedizin. Zentrale Themen waren neueste Erkenntnisse aus der gesamten Onkologie – von Prävention über Forschung bis Versorgung –, die personalisierte und geschlechtsspezifische Medizin, die pathologische Diagnostik, künstliche Intelligenz in Diagnose und Klinik, die stärkere Einbindung von Betroffenen und Selbsthilfeorganisationen sowie die Weiterbildung des onkologischen Nachwuchses. Beim Kongress waren Teilnehmer aus allen Berufsgruppen rund um das Thema Krebs registriert, Vertreter der Gesundheitspolitik sowie Patientenorganisationen.
Der DKK wurde auch 2024 weder von der pharmazeutischen Industrie, noch von Medizinprodukte-Herstellern und Medizingeräteherstellern oder ähnlichen Branchen finanziert: Wissenschaftlicher Bereich und Industriebereich sind nach Angaben der Veranstalter organisatorisch, räumlich, visuell und finanziell strikt getrennt.

## Geschichte
Der erste DKK fand 1951 statt. Danach folgten im Zweijahres-Rhythmus die Kongresse bis 1971. Nach einer kurzen Unterbrechung findet seit 1974 der DKK wieder alle zwei Jahre statt. Alleinausrichter war bis einschließlich 2012 die Deutsche Krebsgesellschaft. Seit dem 31. Deutschen Krebskongress im Februar 2014 sind die Deutsche Krebsgesellschaft und die Stiftung Deutsche Krebshilfe gleichberechtigte Ausrichter des Fachkongresses.

## Krebsaktionstag
Traditionell beinhaltet der Fachkongress auch einen Krebsaktionstag für Betroffene, Angehörige und Interessierte. Er fand im Rahmen des 36. DKK am 24. Februar 2024 statt. In Vorträgen und Fragerunden wurden die Erkenntnisse vom Fachkongress und aus der Forschung den Betroffenen allgemeinverständlich vorgestellt.

## DKK on demand
Sofern die Vortragenden und Referenten ihre Zustimmung gegeben haben, werden Vorträge und Sitzungen des DKK als Video aufgezeichnet. Sie sind dauerhaft und kostenfrei auf der Internetplattform DKK on demand archiviert.